# Anton Golocuckov
Anton Sergeevič Golocuckov (in russo Антон Сергеевич Голоцуцков?; Seversk, 28 luglio 1985) è un ginnasta russo vincitore delle medaglie di bronzo nel corpo libero e nel volteggio a Pechino 2008.

## Palmarès
- Giochi olimpici estivi

Pechino 2008: bronzo nel volteggio e nel corpo libero.
- Campionati mondiali di ginnastica artistica

2009 - Londra: bronzo nel volteggio.
2010 - Rotterdam: argento nel volteggio.
2011 - Tokyo: argento nel volteggio.
- Campionati europei di ginnastica artistica

2006 - Volos: oro nel concorso a squadre e nel corpo libero.
2007 - Amsterdam: oro nel volteggio.
2008 - Losanna: oro nel concorso a squadre e nel corpo libero.
2011 - Berlino: bronzo nel volteggio e nel corpo libero.
2012 - Birmingham: argento nel concorso a squadre.